# U 81 (U-Boot, 1916)
U 81 war ein diesel-elektrisches U-Boot der deutschen Kaiserlichen Marine im Ersten Weltkrieg. Es versenkte unter anderem die Mantola. Das Boot wurde am 1. Mai 1917 westlich von Irland vom britischen U-Boot E54 versenkt; dabei starben 24 Besatzungsmitglieder.

## Einsätze
U 81 lief am 24. Juni 1916 bei der Germaniawerft in Kiel vom Stapel und wurde am 22. August 1916 in Dienst gestellt. Ab Oktober 1916 war das Boot der IV. U-Boot-Flottille in Emden und Borkum zugeordnet. Erster und einziger Kommandant war Kapitänleutnant Raimund Weisbach.
U 81 führte während des Ersten Weltkriegs fünf Operationen in der Nordsee und im östlichen Nordatlantik durch. Dabei wurden 31 Handelsschiffe mit einer Gesamttonnage von 89.005 BRT versenkt. Darunter befanden sich sowohl Schiffe kriegführender Mächte als auch neutraler Staaten.
Das größte von U 81 versenkte Schiff war das britische Passagierschiff Mantola (8.253 BRT), das am 8. Februar 1917 südwestlich von Irland torpediert wurde. Das Schiff befand sich auf einer Fahrt von London nach Kalkutta, als es von U 81 angegriffen wurde. Sieben Menschen kamen dabei ums Leben.

## Verbleib

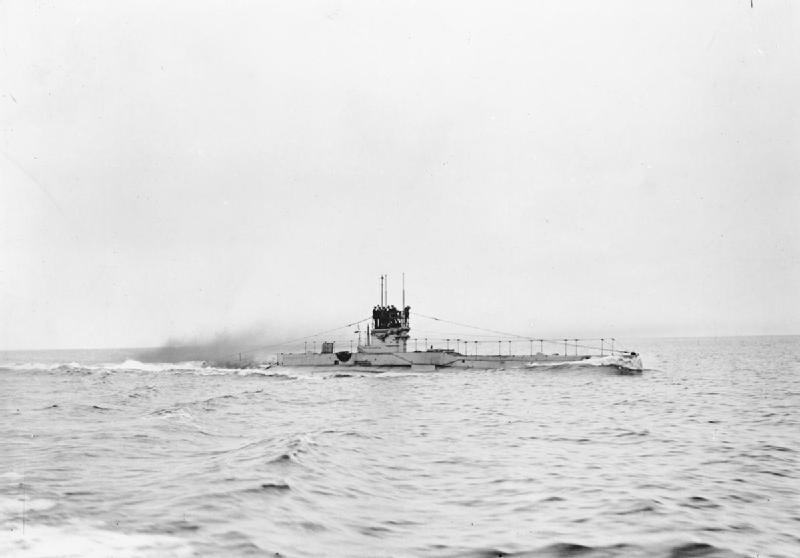
Ein britisches U-Boot der Klasse E (hier E42) versenkte U 81.

Am 1. Mai 1917 befand sich U 81 im Nordatlantik weit vor der irischen Westküste. Kapitänleutnant Weisbach hatte an diesem Tag bereits den britischen Tanker San Urbano versenkt und war im Begriff, ein weiteres Schiff durch Geschützfeuer zu zerstören. Dies wurde von der Besatzung des britischen U-Boots E54 bemerkt, dessen Kommandant, Kapitänleutnant R. H. Raikes, umgehend abtauchen ließ, um U 81 unbemerkt angreifen zu können. Während U 81 aufgetaucht um das Heck des Schiffes fuhr, da vor der Versenkung sein Name festgestellt werden sollte, rundete E54 getaucht den Bug des Schiffes und schoss kurz darauf zwei Torpedos aus etwa 400 Metern Entfernung auf das deutsche U-Boot. U 81 wurde getroffen und sank so schnell, dass sich nur Weisbach und sechs weitere Männer retten konnten, die sich auf der Brücke bzw. auf dem Deck bei dem Geschütz befanden. 24 Deutsche wurden mit in die Tiefe gerissen. U 81 sank etwa auf der Position 51° 25′ N, 13° 5′ W
Die bereits in Beibooten befindliche Besatzung des Schiffes hielt das britische U-Boot zunächst für ein deutsches. Es kostete Raikes viel Überzeugungskraft, sie zur Rückkehr auf ihr Schiff zu bewegen.

## Sonstiges
Raimund Weisbach war zuvor Wachoffizier auf U 20 unter dem Kommando von Walther Schwieger und schoss den Torpedo auf die Lusitania, was zum Tod zahlreicher Zivilisten und zu erheblichen diplomatischen Verwicklungen führte. Nach dem Untergang von U 81 verbrachte Weisbach den Rest des Kriegs in britischer Kriegsgefangenschaft.